# Трновачко
Трновачко (серб. Трновачко језеро) — озеро в Европе, расположенное на Балканском полуострове.
Озеро находится на северо-западе Черногории, в общине Плужине. Расположено на границе с Боснией и Герцеговиной, в Динарских горах, на высоте 1517 м над уровнем моря. На севере от озера находится гора Маглич, на юге гора Волуяк. Максимальная глубина — 9 м. Это ледниковое озеро.
Озеро пресноводное, максимальная длина 825 м, максимальной ширина 713 м. Популярный туристический объект.